# Brorsonskolen
Brorsonskolen i Varde var en folkeskole på Ndr. Boulevard, i den nordlige ende af byen. Skolen blev oprettet den 20. september 1967, og den 20. september 2007 havde skolen 40-års jubilæum. Der gik 777 elever på skolen.
Navnet "Brorson" kommer af at Hans Adolph Brorson i sit andet ægteskab fik en søn, der blev præst i Varde. Skolen er derfor opkaldt efter ham.
Efter skoleåret 2020/2021 lukkede Brorsonskolen og eleverne, der tidligere tilhørte Brorsonskolen skal gå på den nybyggede Frelloskolen ved Varde Fritidscenter. Skolen er planlagt af Udvalget for Plan- og Teknik i Varde Kommune at skulle rives ned. Grunden udlægges til boligområde.

## Ekstern henvisninger
- Brorsonskolens hjemmeside
- Jubilæumsuge på Brorsonskolen (Webside ikke længere tilgængelig)

| Skole | Spire Denne artikel om en skole, en uddannelsesinstitution eller uddannelse er en spire som bør udbygges. Du er velkommen til at hjælpe Wikipedia ved at udvide den. |

|  | Denne artikel om en bygning eller et bygningsværk kan blive bedre, hvis der indsættes et (bedre) billede. Du kan hjælpe ved at afsøge Wikimedia Commons for et passende billede eller lægge et op på Wikimedia Commons med en af de tilladte licenser og indsætte det i artiklen. |

55°37′51.25″N 8°28′56.29″Ø / 55.6309028°N 8.4823028°Ø